# 沙逊家族
沙逊家族（Sassoon family）是一个具有伊拉克犹太人血統的国际知名商業家族，英國統治期間原本以巴格达為根據地經商，後來子孫遷移至印度孟買，再擴散至中國、英國及世界各地。因為擴張中家族有些混血，雖然其起源並未十分明確，但一般認為他們具有中世紀安達魯斯地區最富有家族之一的伊本·秀珊（Ibn Shoshans）家族的血統，不過在英国的分支由于异族联姻导致基本上失去了犹太教信仰。自18世紀開始，沙逊家族便成為全世界最富有家族之一，號稱中東的羅斯柴爾德家族，經營的事業領域在19世紀時也擴及亞洲大陸各地。

## 歷史
沙逊·本·塞利（1750 - 1830）是巴格达的首席财政官。他的儿子大卫·沙逊（1792 - 1864）受到持反犹态度的新任行政长官的迫害，1828年带领全家逃到波斯湾港口布什尔，1832年又逃到印度孟买。他在孟买成立了经营国际贸易的沙逊洋行，把他从巴格达带来的家族成员安置在印度、缅甸、马来亚和中国的各个分支机构，并在每处供养一位拉比。他的富裕与慷慨众人皆知，他在中国的上海外滩建造的沙逊大厦成为当地的著名地标。
1833年8月，英國取消東印度公司的對華貿易壟斷，沙逊家族開始展開對華貿易，將英國棉紡紙品和印度的鴉片售往中國。林則徐虎门销烟時，有一半鴉片屬於沙逊家族，儘管鴉片戰爭這是英國的決定，但也因開港通商後而成就了他們所參與建設的上海，他的8个儿子继续向四方扩展。在沙逊家族中的一个天才，他的首任妻子所生的儿子，伊利亚斯·大卫·沙逊(E. D. Sassoon,1820 - 1880）在1844年来到中国。在上海剛剛開始洋務運動蹒跚学步之時，其原始資本累積與經濟高速發展，也離不開沙逊家族的身影與照顧。
后来他回到孟买，1867年离开公司另外成立新沙逊洋行，办事处设在香港和上海。另一个儿子阿尔伯特·大卫·沙逊 (1818 - 1896)在父亲去世后继承了公司，以建造印度西部的第一个湿船坞沙逊码头（Sassoon Docks）而著称。后来他和2个兄弟一起成为英国的显要人物，以及威尔士亲王，后来的爱德华七世的密友。 
在迁入英国的家族成员中，爱德华·阿尔伯特·沙逊爵士（1856 - 1912)，阿尔伯特之子，迎娶了艾琳·卡洛琳·罗斯柴尔德，而且从1899年直到去世一直是国会保守议员。该席位又由他的儿子菲利普·沙逊爵士（1888 - 1939) 继承，从1912年直到去世。菲利普爵士在第一次世界大战中秘密服务于英国陆军元帅道格拉斯·黑格爵士，在1920年代和1930年代，担任英国空军副部长。20世纪英国诗人、传记作家和反战人士齐格弗里德·沙逊 (1886 - 1967)是大卫的曾孙。
拉比所罗门·大卫·沙逊(1915 - 1985)则继续坚持祖先的传统，从莱奇沃思移居伦敦，1970年前往耶路撒冷。他收集犹太教著作和手稿，整理成2册目录。他是弗洛拉·亚伯拉罕的儿子，弗洛拉1901年从印度移居英国，在伦敦家中设立了著名的沙龙。

## 家族知名人物

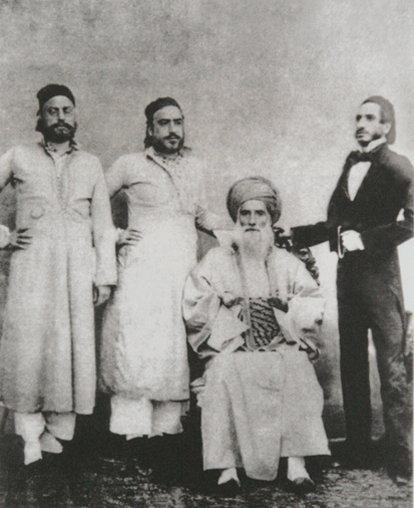
大卫·沙逊和他的儿子们

- 大卫·沙逊（David Sassoon，1792 巴格达 - 1864 孟买）
- 阿尔伯特·大卫·沙逊爵士（Albert Abdullah David Sassoon，1818 - 1896）
- 伊利亚斯·大卫·沙逊（1820 - 1880）
- 沙逊·大卫·沙逊（Sassoon David Sassoon，1832 - 1867）
- 雅各布·伊利亚斯·沙逊爵士（Jacob Elias Sassoon，1844 - 1916）
- 爱德华·伊利亚斯·沙逊爵士（Edward Elias Sassoon，1853 - 1924）
- 爱德华·阿尔伯特·沙逊爵士 (Edward Sassoon，1856 - 1912）
- Sassoon Eskell爵士 (1860 巴格达 - 1932 巴黎）
- 维克多·沙逊爵士（Victor Sassoon，1881 - 1961）
- 齐格弗里德·沙逊 （Siegfried Sassoon，1886 - 1967)
- 菲利普·沙逊爵士 （Philip Sassoon，1888 - 1939）
- 所罗门·大卫·沙逊 （Solomon David Sassoon，1915-1985），犹太法典学者、作家
- 罗斯玛丽·沙逊博士（Rosemary Sassoon，1931-）以及Sassoon (typeface)
- 乔治·沙逊 （George Sassoon，1936 – 2006)
- Chakham Isaac S.D. Sassoon
- 作家凯瑟琳·哈里森的祖母来自沙逊家族

另外，著名髮型師維達·沙宣雖然姓氏與沙遜家族一樣，但維達爾的祖先來自敘利亞，與本文所述的沙遜家族沒有關係。

## 相关知名地标
- 沙逊大厦（上海）
- 沙宣道（香港）
- 大卫·沙逊图书馆（孟买）
- 沙逊码头（孟买）